# Castell de Corçà
El castell de Corçà  és una fortalesa situada al cim del turó al peu del qual hi ha el poble actual de Corçà dins del municipi d'Àger (Noguera). És a l'extrem occidental de la vall d'Àger, damunt de la vall de la Noguera Ribagorçana. És un edifici declarat bé cultural d'interès nacional.

## Història
La primera referència sobre Corçà apareix en l'acta de consagració de l'església de Sant Salvador d' Àger, que data del 1048. Entre els béns de la dotació, Guillem Mudarraf llegà una terra que era situada sota els termes de «Clarmonte i Curciano». En l'acta d'investidura de Guillem Ramon com a abat de l'abadia d'àger, l'any 1057, Arnau Mir de Tost i Arsenda li concediren la dominicatura del «castro de Chorzano». Pocs mesos després es documenta una convinença entre l'abat Ramon i el castlà Atinard Miró. El 1060, els expressats esposos reiteraren la donació a Àger del «castellum Corcianum» amb el seu terme i la «parrochiam castelli» amb els seus béns. La repartició de béns de l'abadia de l'any 1066 adjudicà el castell de Corçà a la mensa capitular, és a dir, al col·lectiu dels canonges.
L'any 1110 el castell fou infeudat per l'abat Guillem a Galceran. El feu l'havia posseït Galceran Erimany, pare del dit Galceran, que testà l'any 1094 deixant el castell al seu fill. El 1187 posseeix el feu Berenguer d'Albesa.

## Arquitectura
S'han conservat molt pocs vestigis del castell de Corçà, situats al cim del turó al costat del qual s'arrecera actualment el poble. La llargada d'aquest espai superior és de 37,5 m. L'amplada és de 10 a 15 m. Al llarg del vessant meridional de la roca superior es conserven restes d'un mur, que devia resseguir el perímetre del cimal. Els murs, amb una alçada molt reduïda, ressegueixen el límit exterior, amb formes rectes i sobretot corbes. Als vessants del turó han aparegut més d'una vegada monedes medievals.